# 国家映画賞
国家映画賞 (こっかえいがしょう、英語: National Film Awards) はインド国際映画祭において発表される、インド映画界における最大規模の映画賞である。

## 概要
1954年に設立された。1973年以降はインド国際映画祭とともに、インド政府の映画祭事務局によって管理されていたが、2023年以降は同局の機能を引き継いだインド国立映画開発公社が管理している。
毎年、映画祭選考委員会推薦の映画と、一般エントリーにおいて選考を勝ち上がった映画がニューデリーでインド大統領により開催される本選考に進むことができる。本選考に進んだ映画は表彰式の場となるインド国際映画祭において一般公開される。前年度にインド映画を含む世界中で作成された映画が選考対象となる。また、インド国内の映画については、各州の最優秀賞を獲得した映画とインド国内の言語別最優秀賞を獲得した映画がエントリーされる。選考対象となる映画数、映画賞の多さにより、国家映画賞はアメリカ合衆国の映画賞であるアカデミー賞と同等の価値のある賞であるとみなされている。

## 審査方法
現在、国家映画賞には長編映画部門と非長編映画部門（短編やドキュメンタリーなど）という2つの主要映画賞部門がある。長編映画部門の推薦委員会は2009年にラーフル・ドラキアやブッダデーブ・ダースグプタなどを含む13人の委員によって発足した。非長編部門の選考委員会はビクラム・シンガを含む5人の委員によって構成されている。選考委員会は映画祭事務局によって任命されるが、インド政府や映画祭事務局は選考過程には関与しない。選考委員会による選考に関しては毎年厳しい批判がある。長編映画部門、非長編映画部門あわせて毎年100を超える映画がインド国内外から国家映画賞にエントリーされる。
選考ルールは毎年変更され、ナショナル・フィルム・アワード・レギュレーションという文書として公開される。レギュレーションの内容は多岐にわたり、特にインド国内の映画会社や映画監督の作品に関しては非常に多くの規定が存在する。エントリーする映画はインド国内で撮影、制作する必要があり、外国の映画会社との共同制作映画の場合は選考へのエントリーにあたって6つの基準をクリアする必要がある。また、エントリーの際には前年の1月1日から12月31日までに中央映画認証委員会に申請する必要がある。申請の認可が降りた場合、長編映画選考委員会により、長編映画部門と非長編映画部門どちらでエントリーされるかが決定される。この部門の映画分類方法に関してもナショナル・フィルム・アワード・レギュレーションで定義されている。

## 賞
賞は大きく分けて、長編映画部門、非長編映画部門、映画批評部門の3つの部門から構成されている。長編映画部門と非長編映画部門では映画の芸術性、技術性、インド各州の独自文化の表現性、国家団結の表現性などが評価対象となる。映画批評部門では新聞やテレビ、映画専門誌などのメディアや映画研究における批評の的確さ、映画の宣伝普及への貢献度によって評価される。
また、インド映画の父と呼ばれるダーダーサーヘブ・パールケーにちなんだダーダーサーヘブ・パールケー賞という特別賞があり、インド映画発展に貢献した人物に贈られる。
国家映画賞受賞者にはメダルと賞金、表彰状が授与される。長編映画部門の6つのカテゴリ、非長編映画部門と映画批評部門それぞれの2つのカテゴリには金蓮賞(Swarna Kamal、英語: Golden Lotus)が贈られ、その他のカテゴリーには銀蓮賞(Rajat Kamal、英語: Silver Lotus)が贈られる。

### 特別功労賞 (Lifetime Achievement Award)
- ダーダーサーヘブ・パールケー賞

### 長編映画部門 (Feature Film Awards)

#### 金蓮賞 (Swarna Kamal)
| - 長編映画賞 - 監督賞 - 健全な娯楽を提供する大衆映画賞 | - 児童映画賞 - 新人監督作品賞 - AVGC映画賞（アニメ映画部門） |

#### 銀蓮賞 (Rajat Kamal)
| - 主演男優賞 - 主演女優賞 - 助演男優賞 - 助演女優賞 - 子役賞 - 音楽監督賞 - 男性プレイバックシンガー賞 - 女性プレイバックシンガー賞 - 作詞賞 - 美術賞 | - 音響デザイン賞 - 振付賞 - 撮影賞 - 衣装デザイン賞 - 編集賞 - メイクアップ賞 - 脚本賞 - アクション監督賞 - 民族的・社会的・環境的価値を促進する長編映画賞 - AVGC映画賞（VFX部門） - 特別賞 |

インド憲法の憲法第8附則でインドの公用語とされている言語で制作された長編映画賞:
| - アッサム語長編映画賞 - ベンガル語長編映画賞 - ボド語長編映画賞 (休止中) - ドーグリー語長編映画賞 (休止中) - ヒンディー語長編映画賞 - グジャラート語長編映画賞 (休止中) | - カンナダ語長編映画賞 - カシミール語長編映画賞 (休止中) - コンカニ語長編映画賞 (休止中) - マラヤーラム語長編映画賞 - マニプリ語長編映画賞 - マラーティー語長編映画賞 | - オリヤー語長編映画賞 - パンジャーブ語長編映画賞 - タミル語長編映画賞 - テルグ語長編映画賞 - ウルドゥー語長編映画賞 (休止中) |

インド憲法の憲法第8附則でインドの公用語とはされていない言語で制作された長編映画賞:
| - ボージュプリー語長編映画賞 (休止中) - 英語長編映画賞 - カシ語長編映画賞 (休止中) | - コダヴァ語長編映画賞 (休止中) - コクバラ語長編映画賞 (休止中) - メンパ語長編映画賞 (休止中) | - トゥル語長編映画賞 (休止中) |

#### 現在は廃止された賞
| - 第2位映画賞 (Second Best Feature Film) - 第3位映画賞 (Third Best Feature Film) - 原案賞 (Best Story) | - アニメ映画賞 - 特殊効果賞 - 審査員特別賞 | - 家族福祉に関する映画賞 - 環境保護に関する映画賞 - ナルギス・ダット賞 国民の融和に関する長編映画賞 - その他の社会問題に関する映画賞 |

### 非長編映画部門 (Non-Feature Film Awards)

#### 金蓮賞  (Swarna Kamal)
| - 非長編映画賞 | - 非長編映画監督賞 |

#### 銀蓮賞 (Rajat Kamal)
| - 新人監督賞 (Best First Film of a Director) - 音響賞 (Best Audiography) - 撮影賞 (Best Cinematography) - 審査員特別賞 (Special Jury Award / Special Mention) | - 編集賞 (Best Editing) - 音楽監督賞 (Best Music Direction) - ナレーション賞 (Best Narration / Voice Over) |

| - 農業映画賞 (Best Agriculture Film) - アニメ映画賞 (Best Animation Film) - 人類学・民族学映画賞 (Best Anthropological / Ethnographic Film) - 芸術・文化映画賞 (Best Arts / Cultural Film) - 伝記映画賞 (Best Biographical Film) - 教育映画賞 (Best Educational / Motivational / Instructional Film) - 環境保護映画賞 (Best Environment/Conservation/Preservation Film) - 冒険映画賞 (Best Exploration / Adventure Film) | - 家族福祉に関する映画賞 (Best Film on Family Welfare) - 歴史映画賞 (Best Historical Reconstruction / Compilation Film) - 調査映画賞 (Best Investigative Film) - 広告映画賞 (Best Promotional Film) - 科学映画賞 (Best Scientific Film) - 短編フィクション映画賞 (Best Short Fiction Film) - 社会問題に関する映画賞 (Best Film on Social Issues) |

#### 現在は廃止された賞
| - 実験映画賞 (Best Experimental Film) - スライド映画賞 (Best Filmstrip) - 工業映画賞 (Best Industrial Film) | - ニュースレヴュー (Best News Review) - ニュース映画カメラマン賞 (Best Newsreel Cameraman) |

### 映画批評部門 (Writing on Cinema)

#### 金蓮賞 (Swarna Kamal)
| - 映画書籍賞 | - 映画批評賞 |

## 参考資料
- Matthew, K.M. (2006), Manorama Yearbook 2006, Malayala Manorama, India, ISBN 81-89004-07-7